# NIEUW Herk-de-Stad
NIEUW Herk-de-Stad (NIEUW) is een lokale, onafhankelijke politieke beweging in Herk-de-Stad. In 2012 vormde NIEUW samen met N-VA het kartel N-VA NIEUW.
Met zeven verkozenen in de gemeenteraad vormde N-VA NIEUW de op een na grootste fractie in de gemeenteraad. Daarnaast beschikt N-VA NIEUW over twee zetels in de OCMW-Raad en ook de voorzitter Karolien Grosemans.
Zij is vertegenwoordigd in het schepencollege als voorzitter van het OCMW naast Lo Guypen en Wim Berden.
De overige 5 N-VA NIEUW leden worden geleid door fractieleider Claes en gemeenteraadsvoorzitter  Laenen.

## Geschiedenis
De politieke beweging NIEUW komt voort uit de Volksunie. Deze nieuwe beweging richt zich volledig op het lokale beleid in Herk-de-Stad. In 1988 kwam NIEUW voor de eerste keer op bij de gemeenteraadsverkiezingen van Herk-de-Stad. NIEUW haalde 20 % van de stemmen, wat neerkomt op 4 van de 21 raadsleden. NIEUW maakte bij zijn eerste deelname in 1988 ook al meteen deel uit van de meerderheid samen met coalitiepartner, de toenmalige SP. Schepenen voor NIEUW waren aanvankelijk Laurens Appeltans (openbare werken) en Lo Guypen (jeugd, cultuur). Laurens Appeltans, werd in 1987 en 1991 ook verkozen als senator voor de Volksunie. Na drie jaar vervoegde Bart Raskin het schepencollege en volgde Piet Rymen Lo Gypen op die ontslag nam.
Bij de gemeenteraadsverkiezingen van 1994 haalde NIEUW 19 % van de stemmen en namen ze voor de tweede keer deel aan de meerderheid. Ditmaal met Bart Raskin als schepen en Jan Spooren. In november 1996 nam Jan Spooren ontslag ten voordele van Laurens Appeltans.
In 2000 kon NIEUW nog 17 % van de kiezers overtuigen, dit vertaalde zich in drie zetels in de gemeenteraad. NIEUW kwam in 2000 voor de eerste keer in de oppositie terecht.
Na de ontbinding van de Volksunie in 2001 in twee stromingen Spirit en N-VA, besloot NIEUW om zich aanvankelijk neutraal op te stellen.
In 2006 trokken NIEUW en CD&V na overleg als kartel naar de kiezer. Na de verkiezingen van oktober 2006 werd het kartel de grootste oppositiepartij met 7 verkozenen, waarvan 4 van NIEUW.
Op 15 januari 2008 overleed voormalig schepen en de toenmalige fractieleider voor NIEUW, Bart Raskin, op 48-jarige leeftijd aan een slepende ziekte. Hij werd postuum uitgeroepen tot ereschepen van Herk-de-Stad.
In oktober 2012 voerde Karolien Grosemans de lijst N-VA NIEUW aan. De coalitie N-VA NIEUW (7 zetels), VLD (4 zetels) en CD&V (3 zetels) vormde met 14 zetels de meerderheid tegen een oppositie met SP.a met 9 zetels. Met Lo Guypen als schepen, Hugo Spooren als voorzitter van de gemeenteraad en raadslid Laurens Appeltans was de inbreng van NIEUW betekenisvol. In 2015 lieten Spooren en Appeltans zich opvolgen in de gemeenteraad door jongere gemeenteraadsleden.